# 용담중학교
용담중학교(龍潭中學校)는 대한민국 전북특별자치도 진안군 용담면 송풍리에 있는 공립 중학교이다.

## 학교 연혁
- 1957년 5월 14일 : 용담중학교 인가
- 1998년 3월 1일 : 용담초등학교 폐교로 송풍초등학교와 통합
- 1998년 3월 1일 : 용담중학교를 송풍초등학교 서관으로 이전
- 1999년 3월 1일 : 송풍초, 용담중학교 통합운영학교 지정
- 2023년 3월 1일 : 제27대 김구 교장 부임
- 2024년 2월 9일 : 용담중 제65회 졸업식(3명 졸업, 총 3,444명 졸업)
- 2024년 3월 1일 : 용담중 2학급(6명)

## 참고 자료
- 용담중학교 - 한국교육학술정보원 학교알리미